# Elin Lindley
Elin Josefina Lindley, född Jonsson den 22 januari 1873 i Heda församling, Östergötlands län, död 24 januari 1946 i Bromma församling, Stockholms stad, var en svensk socialdemokrat. Hon tillhörde socialdemokratins pionjärer.
Hon var dotter till arbetaren August Jonsson och Emelia Kristina Danielson. Hon gifte sig 1900 med Charles Lindley, ordförande i Transportarbetareförbundet. De fick inga barn.
Hon var styrelseledamot i Allmänna Kvinnoklubben, ombud vid partikongressen 1905, ingick i Kvinnokonferensens AU 1907–1911, stadsfullmäktigeledamot i Stockholm 1919–1927, och chef för fattigvårdsbyrån i Adolf Fredriks församling 1921–1932. Hon satt i styrelsen för Stockholms stads högre folkskola för kvinnlig utbildning.